# Stadion an der Clausstraße
Das Stadion an der Clausstraße ist ein Fußballstadion in Chemnitz-Gablenz. Die Anlage ist die Heimstätte der SpVgg. Blau-Weiß Chemnitz. 

## Geschichte
Das Stadion an der Clausstraße wurde Anfang der zwanziger Jahre unter der Bezeichnung Preußenplatz Clausstraße errichtet und fungierte ab 1924 als Heimstätte des Gauligisten FC Preussen Chemnitz. Das ca. 20.000 Zuschauer fassende Stadion, welches über keine Tribünen verfügte, diente bis 1945 zugleich als Ausweichstadion der SG OrPo Chemnitz sowie des VfB Chemnitz, spielte hinter der Südkampfbahn und dem Stadion an der Gellertstraße jedoch nur eine untergeordnete Rolle.
Nach 1945 wurde das Stadion an der Clausstraße vor 20.000 Zuschauern im Jahr 1952 mit dem Spiel Chemie Karl-Marx-Stadt gegen den amtierenden DDR-Meister Turbine Halle (4:2) neu eingeweiht. Das Stadion diente in der DDR-Liga bzw. DDR-Oberliga der fünfziger und sechziger Jahre als kurzzeitige Heimstätte des SC Motor Karl-Marx-Stadt, welcher in Gablenz Siege gegen Dynamo Dresden und BSG Wismut Gera einfuhr.
Die letzte große Kulisse verzeichnete die Anlage innerhalb der Bezirksliga Karl-Marx-Stadt (1977/78) beim vorentscheidenden Aufstiegsspiel zur DDR-Liga zwischen Motor Fritz Heckert Karl-Marx-Stadt und der SG Sosa. Anfang der achtziger Jahre wurden Großteile des Stadions abgerissen, so dass die Anlage heute nur noch Sportplatzcharakter hat.
Die Anlage ist derzeit die Heimstätte der unterklassigen SpVgg. Blau-Weiß Chemnitz.